# Philodromus lividus
Philodromus lividus es una especie de araña cangrejo del género Philodromus, familia Philodromidae. Fue descrita científicamente por Simon en 1875.

## Distribución
Esta especie se encuentra en Portugal, Francia, Marruecos, Argelia, Italia y Croacia.